# Andrena exigua
Andrena exigua är en biart som beskrevs av Wilhelm Ferdinand Erichson 1835. Andrena exigua ingår i släktet sandbin, och familjen grävbin. Inga underarter finns listade i Catalogue of Life.